# Songfacts
Songfacts är en musikinriktad webbplats om sånger som startades av radio-DJ Carl Wiser i Hartford i augusti 1999 då han skapat en databas för att förbereda för sina radioprogram och lade ut den online. Först var den främst DJ:s som använde och bidrag, men 2002 valdes den som "Yahoo! Pick".
I augustinumret 2004 av Men's Journal, listades Songfacts som en av de "100 bästa webbplatserna för killar". "Songfacts.com: Kuriosa, rykten, legender, och korrekt text till rocklåtar. Ett måste om du vill tråka ut folk i barer." USA Weekend har prisat den som "en virtuell Behind the Music".